# Eudocima procus
Eudocima procus là một loài bướm đêm trong họ Erebidae.
Loài này thường được tìm thấy ở Suriname, Colombia, Peru, Brazil và Paraguay.